# تيار كهربائي

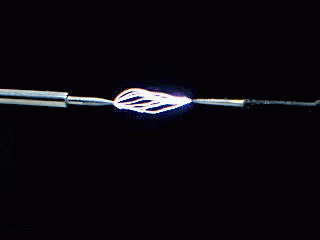

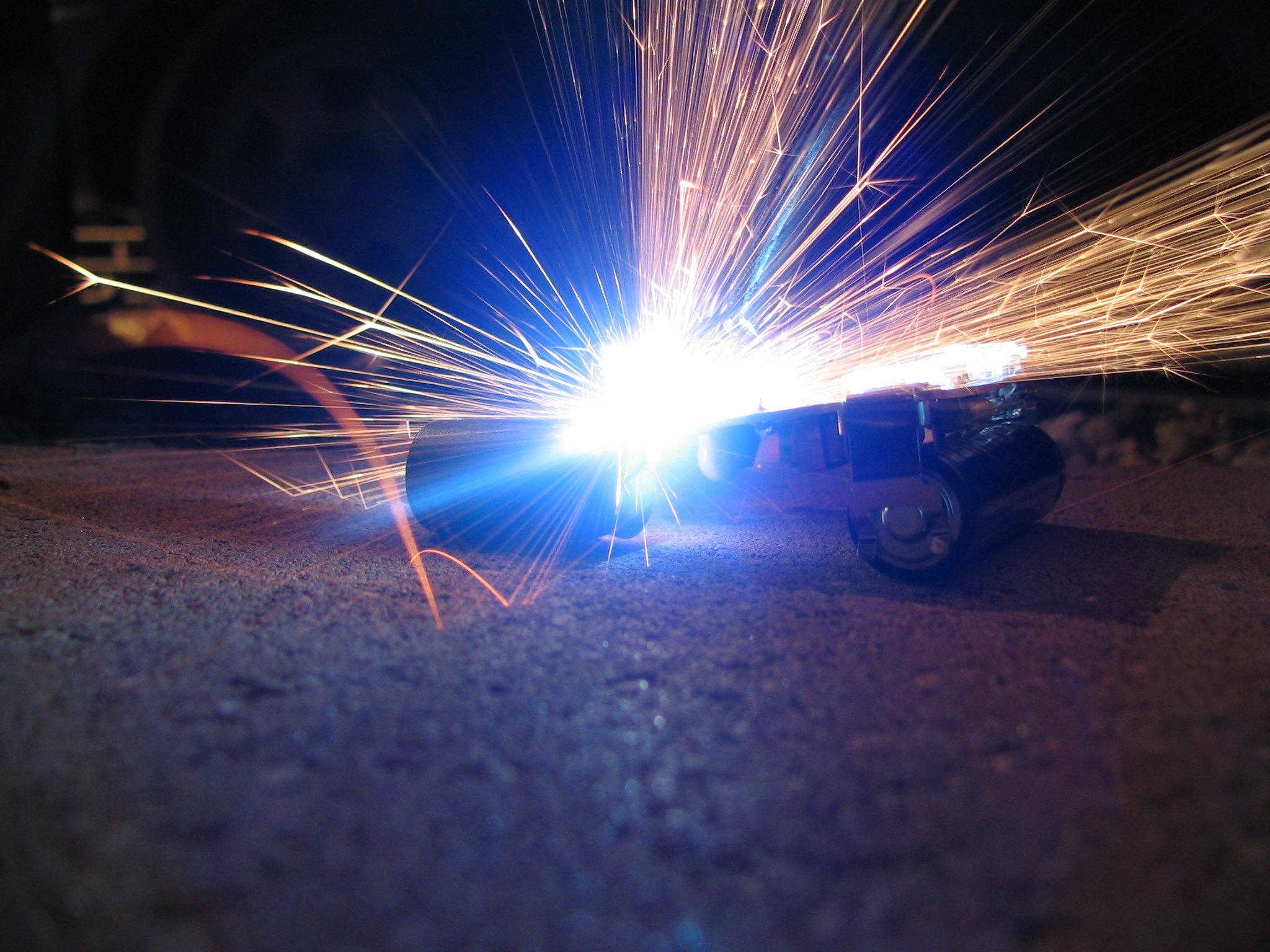
شرارة دارة قصر مكثف.

التيار الكهربائي تدفق من الشحنات الكهربائية كالإلكترونات أو الأيونات. طبقاً للنظام الدولي للوحدات فإن شدة التيار الكهربائي تقاس بالأمبير. بينما يقاس التيار الكهربي بجهاز الأميتر، ويمكن أن يقاس بأحد أجهزة القياس ذات المحرك.

## رمز التيار الكهربائي
يرمز للتيار الكهربائي بالحرف I وليس C، والسبب يرجع لقانون أمبير الذي وضعه العالم الفرنسي أمبير الذي ربط المجال المغناطيسي المتولد حول ملف مغلق بالشحنة الكهربائية التي تتدفق في الملف، وقرر أمبير تسمية معدل تدفق الشحنة بـ «التيار - Current»، وكمية التيار بـ«شدة التيار - current intensity» أو كما هو أصلها بالفرنسية  intensité de courant لذلك اتخذ حرف I رمزاً لكثافة التيار، وانتقل الرمز من فرنسا إلى بريطانيا حيث أصبح رمزاً قياسياً.
لكن بعد ذلك كان يتم في الكتب اختصار «شدة التيار- current intensity» إلى «التيار-Current» على الرغم من أن بعض الكتب القديمة لا زالت تكتبها كاملة، وذلك ما أدى إلى إرباك وحيرة البعض أن يكون رمز التيار هو I وليس C، وقد طالب البعض في بريطانيا تعديل الرمز إلى C لكن لم يتم ذلك، ربما لأنه قد تم التعود على الرمز I أو حتى لا يحدث خلط مع رمز «السعة الكهربائية- capacitance» وهو C والذي كان يستخدم في نفس الوقت.

## السريان  في سلك فلزي
يحتوي الفلز الصلب الموصِل للكهرباء على مجموعة كبيرة من الإلكترونات المتحركة أو الحرة.وترتبط هذه الإلكترونات بـ شبكة من الأسلاك الفلزية ولكنها لا ترتبط بأية ذرة مفردة. وحتى في حالة انعدام المجال الكهربي الخارجي، تتحرك هذه الإلكترونات بصورة عشوائية لحدٍ ما بفعل الطاقة الحرارية ولكن، في المتوسط، يكون صافي قيمة التيار داخل الفلز صفرًا. وإذا افترضنا أنَّ لدينا سطحًا مستويًا يمر السلك من خلاله، فسنجد أن عدد الإلكترونات التي تتحرك من جانب لآخر في أية فترة زمنية يتساوى في متوسطه مع عدد الإلكترونات التي تمر في الاتجاه المعاكس.

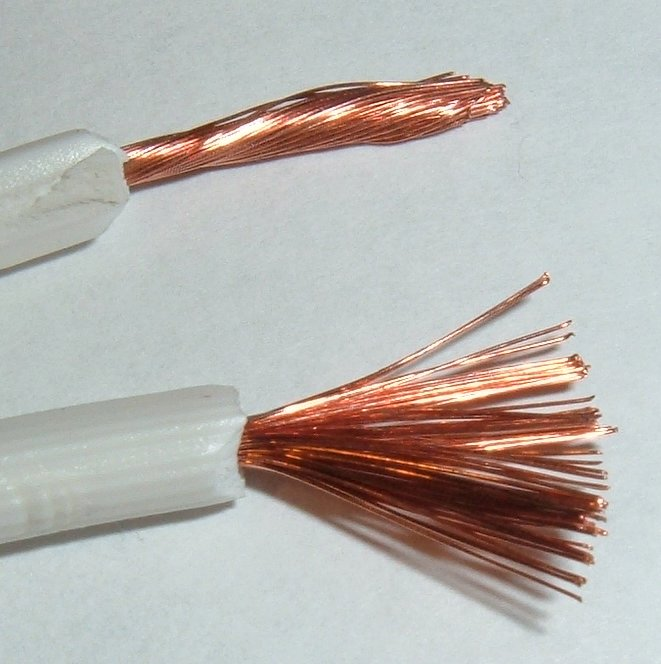
إنَّ أنسب سلك للتوصيل الكهربي هو السلك النحاسي المجدول

عند توصيل سلك من الفلز بطرفي مصدر جهد كهربي ذي تيار مستمر مثل البطارية، سيعمل المصدر على توليد مجال كهربي عبر الموصِل. وبمجرد توصيل السلك الفلزي، تندفع الإلكترونات الحرة نحو الطرف الموجب في الموصل بفعل هذا المجال الكهربي. وبالتالي، تمثل الإلكترونات الحرة ناقل التيار الكهربي في الموصِل الصلب النموذجي. ففي تيار كهربي شدته 1 أمبير، يندفع 1 كولوم من الشحنة الكهربية (التي تتألف من نحو 6.242 إلكترون تقريبًا مضروبًا في 10 18 إلكترون) كل ثانية عبر أي سطح مستوٍ يمر من خلاله الموصِل.
في أي تدفق ثابت، يمكن حساب التيار  I  المُقاس بـ الأمبير باستخدام المعادلة التالية:
{\displaystyle I={Q \over t}}
حيث
{\displaystyle Q\!\ } هو الشحنة الكهربية السارية مقاسةً بـ الكولوم
{\displaystyle t\!\ } هو الزمن محسوبًا بـ الثواني
وبشكل أكثر تعميمًا، يمكن تعريف التيار الكهربي بأنه المعدَّل الزمني لتغير الشحنة الكهربية، أو
{\displaystyle I={\frac {dQ}{dt}}}.

## التيارات الكهربائية في الوسائط الأخرى
في الفلزات الصلبة، تتدفق الكهرباء بفعل حركة الإلكترونات، من الجهد الكهربائي الأدنى إلى الجهد الكهربي الأعلى (لاحظ أن التيار الكهربائي معرف عكسيا، أي أن الإلكترونات تتجه من الأعلى للأدنى ولكن ينظر مهندسو الكهرباء إلى التيار الموجب أنه من الأدنى للأعلى أي أن التيار في الحقيقة يسير من القطب السالب وهو الأدنى إلى القطب الموجب وهو الأعلى) أما في أي وسط آخر، فإن أي تدفق لأجسامٍ ذات شحنة كهربية يمكن أن يؤدي إلى توليد تيار كهربي.
في الفراغ، قد تتكون حزمة من الأيونات أو الإلكترونات. أما في المواد الأخرى الموصلة للكهرباء، فيتولد التيار الكهربي نتيجة تدفق جسيمات ذات شحنة سالبة وأخرى ذات شحنة موجبة في آنٍ واحد. وفي المواد الساكنة، يعود التيار الكهربي في مجمله إلى سريان شحنة كهربية موجبة. على سبيل المثال، تكون التيارات الكهربية في الإلكتروليتات عبارة عن تدفقات من ذرات ذات شحنات كهربية (أيونات)، موجبة أو سالبة. وفي أي من الخلايا الكهروكيميائية المعروفة المحتوية على حمض الرصاص، تتكون التيارات الكهربية من أيونات هيدروجينية موجبة (بروتونات) تسري في اتجاه معين، وأيونات سلفات سالبة تسري في الاتجاه الآخر. أما بالنسبة للتيارات الكهربية التي تسري في الشرارات أو البلازما، فهي عبارة عن تدفقات من الإلكترونات وكذلك من الأيونات الموجبة والسالبة. في الثلج وفي أنواع معينة من الإلكتروليتات الصلبة، يتألف التيار الكهربي في مجمله من أيونات متدفقة. وفي أشباه الموصلات قد يكون مفيدًا أحيانًا التفكير في التيار الكهربائي على أنه نتاج سريان «فجوات» إلكترونية موجبة (وهي المواضع التي يجب أن تحتوي على إلكترون لجعل الموصِل متعادلًا). وهذا ما يحدث في شبه الموصل من النوع الموجب.

## شدة التيار الكهربائي
كثافة

## سرعة تدفق الشحنات الكهربائية
في أي موصل، دائمًا ما تتحرك الجسيمات المتحركة الحاملة لشحنات كهربية في اتجاهات عشوائية كما في جزيئات الغاز. ولكي يتولَّد تدفق صافٍ من الشحنات، يجب أن تتحرك هذه الجسيمات معًا بمتوسط معدل دَفْق معين. تعتبر الإلكترونات بمثابة العناصر الناقلة للشحنات الكهربية في الفلزات حيث تسلك مسارًا عشوائيًا، بانتقالها السريع من ذرةٍ إلى أخرى، ولكنها تتدفق عمومًا في نفس اتجاه المجال الكهربائي. ويمكن حساب سرعة انسياق الإلكترونات وفقًا لهذه المعادلة:
{\displaystyle I=nAvQ\!\ }
حيث
{\displaystyle I\!\ }هو التيار الكهربي
{\displaystyle n\!\ } هو عدد الجسيمات المشحونة كهربيًا لكل وحدة حجم
{\displaystyle A\!\ } هو مساحة المقطع العرضي في الموصل
{\displaystyle v\!\ }هي سرعة الانسياق و
{\displaystyle Q\!\ } هي الشحنة الموجودة في كل جسيم.
عادةً ما تسري التيارات الكهربية في الأجسام الصلبة ببطء شديد.على سبيل المثال، في سلك نحاسي لمقطع عرضي مساحته 0.5 ملم2، وشدة التيار الكهربي المار فيه 5&nbsp أمبير؛ تُحسَب سرعة الانجراف الإلكترونات بالمليمتر في الثانية. وإذا أخذنا مثالًا مختلفًا، ففي الفراغ الموجود داخل أنبوب أشعة الكاثود، تتحرك الإلكترونات في خطوط شبه مستقيمة («حركةً بالستية») بسرعة تصل إلى عشر سرعة الضوء تقريبًا.
إن أية شحنة كهربية متسارعة، ومن ثمَّ أي تيار كهربي متغير، ينشأ عنها موجة كهرومغناطيسية تنتشر بسرعة كبيرة جدًا خارج سطح الموصل. وعادةً ما تكون هذه السرعة عبارة عن كسر دلالي من سرعة الضوء، كما يمكن أن نستنتج من معادلات ماكسويل وبالتالي، فإنها تكون أكبر عدة مرات من سرعة انسياق الإلكترونات. على سبيل المثال، في خطوط القدرة ذات التيار المتردد، تنتشر موجات الطاقة الكهرومغناطيسية في الفراغ الموجود بين الأسلاك، فتنتقل من أي مصدر إلى حِمل بعيد، في حين تتحرك الإلكترونات جيئةً وذهابًا فقط عبر مسافة متناهية الصغر.
تُعرف نسبة سرعة الموجة الكهرومغناطيسية إلى سرعة الضوء في الفراغ الحر باسم معامل السرعة، وتعتمد هذه النسبة على الخصائص الكهرومغناطيسية للموصل وعلى المواد العازلة المحيطة به وشكلها وحجمها.
ولكي نتعرف أكثر على طبيعة هذه السرعات الثلاث، يمكننا مقارنتها بالسرعات الثلاث المشابهة لها في الغازات. تتشابه سرعة الانسياق المنخفضة لعناصر حمل الشحنات الكهربية مع حركة الهواء أو حركة الرياح. أما السرعة العالية للموجات الكهرومغناطيسية، فتتشابه مع سرعة الصوت في الغاز، بينما تتشابه السرعة العشوائية للشحنات الكهربية مع السرعة الحرارية لجزيئات الغاز ذات الحركة العشوائية.

## قانون أوم
ينص قانون أوم على أن المقصود بشدة التيار في أي مقاوِم (أو أي جهاز أوميتر آخر) (مثالي) هو قيمة الجهد الكهربي الممَارس مقسومًا على قيمة المقاومة:
{\displaystyle I={\frac {V}{R}}}
حيث
I هو شدة التيار مُقاسًا بـ الأمبير
V هو فرق الجهد الكهربي مُقاسًا بـ الفولت
 R  هي المقاومة الكهربائية مُقاسة بـ الأوم

## التيار الاصطلاحي
ويؤدي سريان الشحنة الكهربية الموجبة إلى توليد التيار الكهربي نفسه الذي يتولَّد عن السريان العكسي للشحنة الكهربية السالبة. وهكذا، تؤدي التدفقات العكسية للشحنات الكهربية المتقابلة إلى توليد تيار كهربي أحادي. ولهذا السبب، يمكن عادةً تجاهل قطبية الشحنات المتدفقة أثناء عمليات القياس. فمن المفترض أن تحمل كل الشحنات المتدفقة قطبية موجبة، ويعرف هذا النوع من التدفق باسم التيار الاصطلاحي. ويمثل التيار الاصطلاحي صافي تأثير مسار التيار، بصرف النظر عن إشارة شحنة الأجسام الناقلة للتيار.
في الفلزات الصلبة مثل الأسلاك، تظل الجسيمات الحاملة للشحنة الكهربية الموجبة ساكنة، وتتحرك فقط الإلكترونات سالبة الشحنة.ولأنَّ الإلكترون يحمل شحنة كهربية سالبة، فٍإن حركة الإلكترون في أي فلز تكون في الاتجاه المعاكس لاتجاه التيار الاصطلاحي (أو الكهربي).

## أمثلة
من الأمثلة الطبيعية لمصادر توليد التيار الكهربي البرق والرياح الشمسية ومصدر الشفق القطبي بنوعيه: الشفق القطبي الشمالي والشفق القطبي الجنوبي. يتمثل الشكل الاصطناعي للتيار الكهربي في سريان إلكترونات التوصيل في أسلاك معدنية، مثلما يحدث في خطوط القدرة الكهربية المعلقة التي تعمل على توصيل الطاقة الكهربية عبر مسافات طويلة وكذلك في الأسلاك الأصغر الموجودة في الأجهزة الكهربية والإلكترونية. وفي الإلكترونيات، توجد أشكال أخرى للتيار الكهربي منها سريان الإلكترونات عبر مقاوِمات)، أو عبر الفراغ في صمام مفرغ، وسريان الأيونات داخل بطارية أو خلية عصبية، وسريان الفجوات عبر شبه موصل.

وفقًا لـ قانون أمبير، يولِّد التيار الكهربي مجالًا مغناطيسيًا.

## الكهرومغناطيسية
يولد التيار الكهربي مجالًا مغناطيسيًا. يمكن تصور المجال المغناطيسي كما لو كان نموذجًا من خطوط المجال الدائرية التي تحيط بالسلك.
يمكن قياس التيار الكهربي مباشرةً باستخدام الغلفانومتر ولكن هذه الطريقة تؤدي إلى فتح الدائرة الكهربية، الأمر الذي يتسبب أحيانًا في بعض المشكلات.هذا، ومن الممكن أيضًا قياس التيار الكهربي دون التسبب في فتح الدائرة الكهربية من خلال كشف المجال المغناطيسي المقتَرن بالتيار. ونذكر من الأجهزة المستخدمة في قياس التيار الكهربي أجهزة الاستشعار المتعلقة بقياس تأثير هول وفك التيار، ومحولات التيار الكهربي، ومَلفات روجوسكي.

## الاتجاه المرجعي
عند توصيل الدوائر الكهربية، عادةً ما يكون الاتجاه الفعلي للتيار الكهربي عبر أي عنصر من عناصر الدائرة الكهربية غير معروف. وبالتالي، يتم تعيين قيمة تيار كهربي متغيرة لكل عنصر من عناصر الدائرة الكهربية على حدة وباتجاه مرجعي يتم اختياره عشوائيًا.وبمجرد توصيل الدائرة الكهربية، قد تتولَّد شحنات موجبة أو سالبة في التيارات الكهربية السارية في عناصر الدائرة. تعني القيمة السالبة أن الاتجاه الفعلي للتيار الكهربي المار عبر هذا العنصر في الدائرة يكون عكس الاتجاه المرجعي الذي تم اختياره.

## معايير السلامة والأمان ضد مخاطر الكهرباء

رمز للحماية متعارف عليه عالميًا "تحذير، خطر الإصابة بصدمة كهربائية" (ISO 3864),

من أكثر مخاطر الكهرباء وضوحًا الصدمة الكهربية الناتجة عن سريان تيار كهربي عبر أحد أجزاء الجسم. ويتحدد تأثير الصدمة الكهربية وفقًا لمقدار التيار الكهربي الساري عبر الجسم، وهو أمرٌ يعتمد على طبيعة التلامس، وحالة هذا الجزء من الجسم، ومسار التيار الساري عبره، وقيمة الجهد الكهربي لمصدر التيار. ففي الوقت الذي قد يؤدي فيه مقدار صغير جدًا من التيار الكهربي إلى الشعور بوخزة خفيفة، فإنَّ المقدار الكبير جدًا منه قد يسبب حروقًا خطيرة إذا نفذ عبر الجلد أو سكتة قلبية إذا سرت كمية كافية منه خلال القلب. ويختلف تأثير الصدمة الكهربية من فرد لآخر بشكل ملحوظ.
هذا، وقد يكون التسخين الكهربي غير المقصود خطيرًا أيضًا. فالتحميل الزائد على كابلات الكهرباء يعد سببًا متكررًا في اندلاع الحرائق.وكذلك، إذا تم وضع بطارية صغيرة في حجم خلية AA في جيب به عملات معدنية، فقد يؤدي ذلك إلى تكون دائرة كهربية مصغرة تعمل على تسخين البطارية والعملات المعدنية مما قد يؤدي إلى الإصابة بحروق. أما عن بطاريات النيكل والكادميوم وبطاريات هيدريد النيكل وبطاريات الليثيوم على وجه التحديد، فإنها تمثل خطورةً أيضًا حيث يمكنها توليد تيار كهربي عالٍ جدًا نتيجة لطبيعة المقاومة الداخلية المنخفضة فيها.

## روابط إضافية
- موقع All about circuits - أحد المواقع المفيدة التي تزودك بمعلوماتٍ حول الكهرباء والإلكترونيات